# Friedrich Wilhelm Joseph Schelling

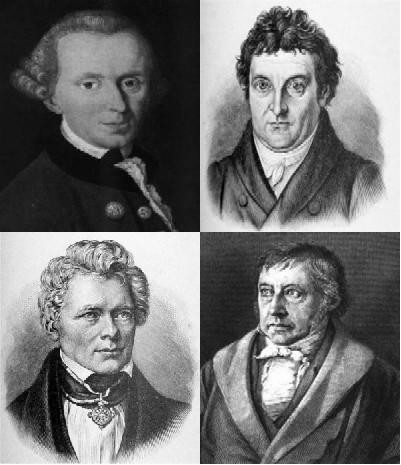
Kant–Fichte–Schelling–Hegel

Friedrich Wilhelm Joseph Schelling (később Friedrich Wilhelm Joseph von Schelling (Leonberg, 1775. január 27. – Bad Ragaz, Sankt Gallen kanton, 1854. augusztus 20.) német filozófus, a klasszikus német filozófia és a legjelentősebb német idealista filozófusok Kant–Fichte–Schelling–Hegel alkotta sorába tartozó kiemelkedő gondolkodó.

## Élete
Sváb lelkészcsaládban született, ahol a protestáns misztika és pietizmus szellemében nevelkedett. Tanulmányait Bebenhausenben és Nürtingenben végezte. Tübingenben Hölderlinnel és Hegellel közösen végezte tanulmányait. Szükségesnek tartották a francia forradalmat, szellemi és társadalmi megújulást vártak. Később egyre inkább eltávolodtak egymástól az egykori évfolyamtársak, ellentétes nézeteik miatt. Schelling a természetfilozófiát helyezte előtérbe, Hegellel ellentétben, aki a szellemfilozófia képviselője maradt. Számos publikációja maradt ránk, az egyik legjelentősebb a Transzcendentális idealizmus rendszere. 1854-ben halt meg Bad Ragazban.

## Filozófiája

### Korszakai
1. A természetfilozófia korszaka 1799-ig;
2. a transzcendentális vagy esztétikai idealizmus korszaka 1800-1801;
3. az identitás bölcseletének korszaka 1801-1804;
4. a szabadságtan évei 1809-1814;
5. az ú.n. pozitív bölcselet kora a filozófus haláláig.

### Jellemzői
Schelling filozófiáját azonosságfilozófiának nevezzük, mivel a természet és a szellem egységét vallotta.
Schelling filozófiája a tudomány legkülönbözőbb területeire volt befolyással, így például az orvostudomány, jog- és államtudomány és a teológia. Schelling filozófiája annyi változáson ment keresztül, hogy találóan a filozófiai Próteuszának nevezték. Munkássága két fő szakaszból áll, melynek margója az 1809-ben megjelent Az emberi szabadság lényegéről (Über das Wesen der menschlichen Freiheit) című értekezése. Ezt a két fő periódust ő maga negatívnak illetve pozitívnak nevezte, mások objektívebb véleménye szerint egy panteista és egy teista ciklusról van szó.
Az első szakaszban Fichte volt gondolkodásának legjelentősebb alapja. Fichte-hez hasonlóan a filozófiát ő is racionális tudományként próbálta értelmezni és bemutatni. A második szakaszban visszatért Kanthoz, saját szavait idézve egy "a racionális megismerést túlszárnyaló pozitív tudomány"-hoz. Mindkét időszakra jellemző, hogy a tudomány egészét egyetlen alapelvre igyekezett visszavezetni. Azonban amíg 1809 előtt ezt az alapelvet (filozófia = racionális tudomány) magán a racionalitáson belül megalapozottként feltételezte amelynek következményei ezért csak racionálisan foghatóak fel, addig a második szakaszban már úgy látta, hogy ez az alapelv a racionalitáson kívül, sőt azon felül keresendő, amelyből ezért szabad, önálló következtetések vonhatóak le és amelyeket ezért csakis megtapasztalni lehet.
A filozófia ezen alapelve Fichte eredeti tudományelméletéhez kapcsolódóan (a kanti „Ding an sich” eltávolítása után) az alkotói "Én" mint az egyetlen valós, melynek benső meghasonlott tevékenysége eredményeként jön létre a tudás egésze, és ezért idealizmus. De miközben Fichte emberi "Én"-ről beszélt, addig Schelling a kezdetektől fogva az "Én" fogalmát mint egy általános és mint egy egyetemes "Én"-ként értelmezte, melynek nem tudatos alkotói tevékenysége a valóságos világot, tudatos alkotói tevékenysége pedig a szellem világát, mindkettő együtt pedig az "Én" két különböző oldalaiként léteznek és gyökereiben egy és ugyanazok. Az egész természetvalóság (natura naturata) dedukciója az abszolútból, mint nem tudatosan alkotó alapelv (natura naturans)a természetfilozófia (1797-99) tárgyát képezi, filozófiájának azon formáját, amelyen keresztül "a filozófia történetében új oldal íratik".

### Természetfilozófiája
Schelling szerint a természet önálló és önértékű létszféra. Tehát az ember készen kapja azt a környezetet, amibe beleszületik, és ami rendszerként áll körülötte. Szembehelyezkedik Kanttal, mivel tagadja, hogy a természet célszerűsége fizikai vagy kémiai törvényekre vezethető vissza.
A természetet fokokra építve ábrázolja, hármas dialektika szerint működik:
1. a nehézkedés létrehozza az anyagot
2. a fény létrehozz a hőt és a mozgást
3. az élet létrehozza a szerves jelenségeket

Azaz a nehézkedés és a fény hozza létre az életet. Az élet a nehézkedés és a fény szintézise.
tézis + antitézis → szintézis

### Ismeretelmélete
Ismeretelméletét tekintve megismerési szinteket állít fel. A legelső a megkövült értelmek szintje, ez az élettelen dolgokat foglalja magába. Erre épül az organikus értelem, a tudatos fogalmi gondolkodás.

### Etikája
Etikája: Schelling szerint az erkölcsnek közösségre van szüksége, vagyis államra és jogra. Ez is a hármas dialektika elve szerint működik, tehát ezek hatása oda-vissza igaz:
- állam + jog → erkölcs
- erkölcs + jog → állam

(tézis + antitézis → szintézis)
Ezzel az ember létrehozza a természet egy magasabb fokát. A társadalom és a természet nem tud elszakadni. Ha a háromból (állam, jog, erkölcs) csak egy is hiányzik, a társadalom nem tud normálisan működni, azaz természetellenes.

### Esztétikája
Az esztétikáról külön szól, mivel úgy véli, hogy ez a művészetek befogadásának alapja.
A művészetet az elméleti és gyakorlati filozófia szintézisének tartja. Valamint különböző ellentétpárok egyszeri jelenlétének (például világ-ész, valóság-ideális, tudattalan-tudatos, véges-végtelen). Ez minőségi dolog, mivel ezen ellentétek minőségén múlik a művészi létrejötte. Vagyis ha minőségi dolog, akkor a művészet fogalmát meghatározhatjuk úgy, hogy ez nem más, mint egy cselekedet tökélyre való fejlesztése.
Művészi akkor lesz valami, ha abból lebonthatók ezek az ellentétpárok. (Schelling szerint a festészet a legművészibb.)
- A művészeti alkotások intuitív beleérzés által érvényesülnek, ami a szellem mélyenlátása. Ez a befogadó oldalára teszi a művészeti alkotás döntő szerepét, tehát döntően a befogadón múlik a művészet léte.

### Azonosságfilozófia
Az azonosságfilozófia egy olyanfajta filozófia, amely szerint az ember a természet, a társadalom és az egyén hármas egysége. Mindháromban megjelenik a szellem, ami ennek a háromnak a megtestesülése. Egyszerre jelenik meg az objektivitás és a szubjektivitás.

## Művei
- "Über die Möglichkeit einer Form der Philosophie überhaupt" (1794)
- "Vom Ich als Princip der Philosophie oder über das Unbedingte im menschlichen Wissen" (1795)
- "Abhandlung zur Erläuterung des Idealismus der Wissenschaftslehre" (1796)
- "Ideen zu einer Philosophie der Natur" (1797)
- "Von der Weltseele" (1798)
- "System des transcendentalen Idealismus" (1800)
- "Philosophie der Kunst" (Vorlesung) (1802/1803)
- "System der gesamten Philosophie und der Naturphilosophie insbesondere" (Nachlass) (= "Wurzburger-" oder "1804system") (1804)
- "Philosophische Untersuchungen über das Wesen der menschlichen Freiheit" (1809)
- "Weltalter" (1811: es gibt noch andere Versionen dieser Schrift)
- "Philosophie der Mythologie" (Vorlesung) (1842)
- "Philosophie der Offenbarung" (Vorlesung) (1854)

## Magyarul megjelent művei
- Bruno avagy A dolgok isteni és természetes elvéről. Beszélgetés; ford., utószó, jegyz. Jaksa Margit; Magyar Helikon–Európa, Bp., 1974
- A transzcendentális idealizmus rendszere; bev., jegyz. Lendvai L. Ferenc, ford. Endreffy Zoltán; Gondolat, Bp., 1983 (Gondolkodók); második kiadás: Lectum, Bp., 2008
- A művészet filozófiája. A kéziratos hagyatékból; szöveggond., előszó Zoltai Dénes, ford. Révai Gábor; Akadémiai, Bp., 1991 (Filozófiai írók tára)
- Filozófiai vizsgálódások az emberi szabadság lényegéről és az ezzel összefüggő tárgyakról; ford. Jaksa Margit, Zoltai Dénes; T-Twins, Bp., 1992 (Athenaeum-könyvek)
- Georg Wilhelm Friedrich Hegel–Friedrich Wilhelm Joseph Schellingː Hit és tudás. Tanulmányok a Kritisches Journal der Philosophieból; ford. Nyizsnyánszki Ferenc; Osiris–Gond-Cura Alapítvány, Bp., 2001 (Horror metaphysicae)
- Friedrich Wilhelm Joseph Schelling fiatalkori írásai, 1794–1797; ford. Weiss János; Jelenkor, Pécs, 2003 (Zétémata)
- Stuttgarti magánelőadások. A kéziratos hagyatékból, 1810; ford. Weiss János, jegyz. Gyenge Zoltán; Attraktor, Máriabesnyő-Gödöllő, 2007
- Filozófiai vizsgálódások az emberi szabadság lényegéről és az ezzel összefüggő tárgyakról; ford. Boros Gábor, Gyenge Zoltán, tan. Boros Gábor, Gyenge Zoltán, Weiss János; Attraktor, Máriabesnyő-Gödöllő, 2010
- Filozófia és vallás; ford. Weiss János, szerk. Gyenge Zoltán; Attraktor, Máriabesnyő, 2012
- Clara, vagyis a természet összefüggése a szellemvilággal; ford. Rokay Zoltán; szerzői, Óbecse, 2012
- A kinyilatkoztatás filozófiája; ford. Mazgon Máté; Szent István Társulat, Bp., 2019 (Fides et ratio)

## Írások Schellingről
- Sándor Pál: Az idős Schelling és a fiatal Engels. Bp., 1966
- Arszenyij Gulüga: Schelling. Bp., Gondolat, 1987
- Heidegger: Schelling értekezése az emberi szabadság lényegéről. Bp., T-Twins, 1993
- Kierkegaard: Berlini töredék - Jegyzetek Schelling 1841/42-es előadásiról. Bp., Osiris-Gond-Cura Alapítvány, 2001
- Gyenge Zoltán: Schelling élete és filozófiája. Máriabesnyő, Attraktor, 2005
- Gurka Dezső: A schellingi természetfilozófia és a korabeli természettudományok kölcsönhatásai. Bp., Gondolat, 2006
- Schreiner Dénes: Schelling és az antikvitás - A görög mitológia és művészet kapcsolata Schelling művészetfilozófiájában. Bp., Áron–Brozsek, 2009
- Rokay Zoltán: A monoteizmus Friedrich Wilhelm Schelling műveiben. Óbecse, Szulik Alapítvány–Lux Color Printing, 2010